# بونتا أريناس
بونتا أريناس (بالإسبانية: Punta Arenas) هي إحدى مُدن تشيلي، وتقع أقصى جنوب تشيلي وتُعتبر عاصمة منطقة ماغالانيس والمقاطعة التشيلية بالقارة القطبية الجنوبية. أُعيد تسمية المدينة باسم ماغالانيس سنة 1927، لكن سُميت مرة أخرى باسم بونتا أريناس سنة 1938. وهي أكبر مدينة جنوب خط عرض 46 الجنوبي. وأصبحت ميناءً حراً اعتباراً من سنة 1977.
تقع في شبه جزيرة برونزويك شمال مضيق ماجلان، وقد تم تأسيسها في الأصل من قبل الحكومة التشيلية في عام 1848 باعتبارها مستعمرة جزائية صغيرة لتأكيد السيادة على مضيق. خلال أواخر القرن التاسع عشر نمت بونتا أريناس في الحجم والأهمية نظراً لزيادة حركة النقل البحري والتجارة والسفر إلى السواحل الغربية لأمريكا الجنوبية وأمريكا الشمالية. كما أسفرت هذه الفترة في نمو أعداد المهاجرين الذين انجذبوا إلى ازدهار الزراعة واستخراج الذهب ورعي الأغنام في الفترة بين (1880 - 1910). وأكبر شركة من الأغنام سيطرت على 10,000 كيلومترا مربعا في تشيلي والأرجنتين، وكان مركزها في بونتا أريناس، وأصحابها يعيشون هناك.

## المناخ
يظهر الجدول التالي التغييرات المناخية على مدار السنة لبونتا أريناس:
| البيانات المناخية لـبونتا أريناس                                                        | البيانات المناخية لـبونتا أريناس | البيانات المناخية لـبونتا أريناس | البيانات المناخية لـبونتا أريناس | البيانات المناخية لـبونتا أريناس | البيانات المناخية لـبونتا أريناس | البيانات المناخية لـبونتا أريناس | البيانات المناخية لـبونتا أريناس | البيانات المناخية لـبونتا أريناس | البيانات المناخية لـبونتا أريناس | البيانات المناخية لـبونتا أريناس | البيانات المناخية لـبونتا أريناس | البيانات المناخية لـبونتا أريناس | البيانات المناخية لـبونتا أريناس |
| الشهر                                                                                   | يناير                            | فبراير                           | مارس                             | أبريل                            | مايو                             | يونيو                            | يوليو                            | أغسطس                            | سبتمبر                           | أكتوبر                           | نوفمبر                           | ديسمبر                           | المعدل السنوي                    |
| --------------------------------------------------------------------------------------- | -------------------------------- | -------------------------------- | -------------------------------- | -------------------------------- | -------------------------------- | -------------------------------- | -------------------------------- | -------------------------------- | -------------------------------- | -------------------------------- | -------------------------------- | -------------------------------- | -------------------------------- |
| الدرجة القصوى °م (°ف)                                                                   | 25.0 (77.0)                      | 26.8 (80.2)                      | 26.0 (78.8)                      | 20.0 (68.0)                      | 16.0 (60.8)                      | 16.0 (60.8)                      | 12.0 (53.6)                      | 14.0 (57.2)                      | 19.0 (66.2)                      | 23.5 (74.3)                      | 24.9 (76.8)                      | 27.0 (80.6)                      | 27.0 (80.6)                      |
| متوسط درجة الحرارة الكبرى °م (°ف)                                                       | 15.2 (59.4)                      | 14.7 (58.5)                      | 12.8 (55.0)                      | 10.0 (50.0)                      | 6.7 (44.1)                       | 4.1 (39.4)                       | 4.1 (39.4)                       | 5.6 (42.1)                       | 8.3 (46.9)                       | 10.8 (51.4)                      | 12.8 (55.0)                      | 14.3 (57.7)                      | 10.0 (50.0)                      |
| المتوسط اليومي °م (°ف)                                                                  | 10.8 (51.4)                      | 10.3 (50.5)                      | 8.5 (47.3)                       | 6.2 (43.2)                       | 3.7 (38.7)                       | 1.5 (34.7)                       | 1.4 (34.5)                       | 2.3 (36.1)                       | 4.2 (39.6)                       | 6.4 (43.5)                       | 8.4 (47.1)                       | 9.9 (49.8)                       | 6.1 (43.0)                       |
| متوسط درجة الحرارة الصغرى °م (°ف)                                                       | 6.9 (44.4)                       | 6.6 (43.9)                       | 5.2 (41.4)                       | 3.5 (38.3)                       | 1.5 (34.7)                       | −0.7 (30.7)                      | −0.9 (30.4)                      | 0.0 (32.0)                       | 1.3 (34.3)                       | 2.7 (36.9)                       | 4.5 (40.1)                       | 5.9 (42.6)                       | 3.0 (37.4)                       |
| أدنى درجة حرارة °م (°ف)                                                                 | −1.0 (30.2)                      | −2.4 (27.7)                      | −4.0 (24.8)                      | −8.4 (16.9)                      | −10.6 (12.9)                     | −12.8 (9.0)                      | −14.2 (6.4)                      | −12.0 (10.4)                     | −9.6 (14.7)                      | −4.8 (23.4)                      | −3.0 (26.6)                      | −1.0 (30.2)                      | −14.2 (6.4)                      |
| الهطول مم (إنش)                                                                         | 42.4 (1.67)                      | 30.7 (1.21)                      | 42.2 (1.66)                      | 44.7 (1.76)                      | 40.8 (1.61)                      | 29.4 (1.16)                      | 30.4 (1.20)                      | 32.1 (1.26)                      | 27.1 (1.07)                      | 28.8 (1.13)                      | 28.0 (1.10)                      | 31.6 (1.24)                      | 408.2 (16.07)                    |
| متوسط أيام هطول الأمطار                                                                 | 15                               | 14                               | 15                               | 14                               | 13                               | 11                               | 11                               | 12                               | 11                               | 10                               | 13                               | 14                               | 153                              |
| متوسط الرطوبة النسبية (%)                                                               | 72                               | 74                               | 77                               | 82                               | 86                               | 87                               | 86                               | 83                               | 79                               | 75                               | 72                               | 72                               | 79                               |
| ساعات سطوع الشمس الشهرية                                                                | 232.5                            | 178.0                            | 164.3                            | 117.0                            | 93.0                             | 66.0                             | 83.7                             | 120.9                            | 156.0                            | 213.9                            | 228.0                            | 232.5                            | 1٬885٫8                          |
| ساعات سطوع الشمس اليومية                                                                | 7.5                              | 6.3                              | 5.3                              | 3.9                              | 3.0                              | 2.2                              | 2.7                              | 3.9                              | 5.2                              | 6.9                              | 7.6                              | 7.5                              | 5.2                              |
| المصدر #1: Dirección Meteorológica de Chile (precipitation days and humidity 1970–2000) |                                  |                                  |                                  |                                  |                                  |                                  |                                  |                                  |                                  |                                  |                                  |                                  |                                  |
| المصدر #2: Universidad de Chile (sunshine hours only), Méteo Climat (record highs only) |                                  |                                  |                                  |                                  |                                  |                                  |                                  |                                  |                                  |                                  |                                  |                                  |                                  |

## توأمة
لبونتا أريناس اتفاقيات توأمة مع كل من:
- بيلينغام
- سبليت
- ريو غاليغوس، سانتا كروز
- ريو غراندي، تييرا ديل فويغو
- أوشوايا

## أعلام
- هرمان إيبرهارد
- أنطونيو سوتو
- جيوفانا أربونيك كاسترو
- هنري ورسلي
- ماريو غاليندو
- ماوريسيو أروس
- أستريد فوجيلي
- روكي استيبان سكاربا